# Thủy điện Đray H'linh
Thủy điện Đray H'linh là nhóm các thủy điện xây dựng trên dòng Srêpốk tại vùng giáp ranh thành phố Buôn Ma Thuột tỉnh Đắk Lắk và huyện huyện Cư Jut, tỉnh Đắk Nông, Việt Nam.
Thủy điện Đray H'linh hiện có 2 bậc, tổng công suất lắp máy 28 MW.

## Các bậc thủy điện
Thủy điện Đray H'linh, sau gọi là Đray H'linh 1, có công suất lắp máy 12 MW với 3 tổ máy, xây dựng tại vùng đất xã Hòa Phú, khởi công tháng 4/1984, hoàn thành tháng 10/1989 . Công trình thuộc nhóm tự xây dựng đầu tiên, giải quyết cung cấp điện cho Tây Nguyên vào thời kỳ kinh tế còn khó khăn.
Thủy điện Đray H'linh 2 có công suất lắp máy 16 MW với 2 tổ máy, được xây dựng tại buôn Nụi xã Ea Pô, huyện Cư Jut, tỉnh Đắk Nông, hoàn thành tháng 1/2007 . 12°40′31″B 107°54′17″Đ / 12,675169°B 107,904627°Đ
Thủy điện Đray H'linh 2 được nhà xây dựng đánh giá "có hiệu quả cao" . Khi Đray H'linh 2 xuất hiện thì thủy điện có trước đôi khi được gọi là Thủy điện Đray H'linh 1 hoặc Thủy điện Hòa Phú. Hai thủy điện cách nhau cỡ 3 km theo đường sông.

## Thác Đray H'linh
Thác Đray H'linh là một trong những thác nước đẹp và hùng vĩ của sông Srêpốk. Các thủy điện Đray H'linh làm hỏng cảnh quan ở vùng thác nước, cũng như đặt vùng cấm tại đó để đảm bảo an toàn cho công trình.

## Tác động môi trường dân sinh

### Tác động phá rừng và môi sinh
Các Thủy điện Đray H'linh được liệt kê trong 10 thủy điện làm cho "Srêpốk oằn mình vì thủy điện", với hai tác động chính, gồm phá rừng và môi sinh, làm hỏng cảnh quan ở vùng thắng cảnh thiên nhiên .

### Xả nước không báo trước làm chết 2 người, năm 2018
Ngày 16/3/2018 thủy điện Đray H’Linh 1 bất ngờ xả nước không có còi báo trước khiến 2 thiếu nữ bị nước cuốn trôi dẫn đến tử vong. Khi bị chất vấn thì đơn vị quản lý thủy điện Đray H’Linh 1 cho rằng, khi xả nước đã không có cảnh báo trước, nhưng đã vận hành theo đúng quy trình đã được Bộ Công thương phê duyệt.

## Chỉ dẫn
- Trong tiếng các dân tộc thuộc nhóm ngôn ngữ Môn-Khmer ở Tây Nguyên và trong tiếng Việt cổ (trước thế kỷ 16, xem Chữ Nôm) thì "đăk" có nghĩa là nước, sông, suối, còn "krông" có nghĩa là sông.